# Yōko Makishita
Yōko Makishita (巻下陽子?, Makishita Yōko; 30 marzo 1984) è una schermitrice giapponese, specializzata nel fioretto. Ha vinto una medaglia di bronzo ai Campionati mondiali di scherma.